# オタワ大学 (カナダ)

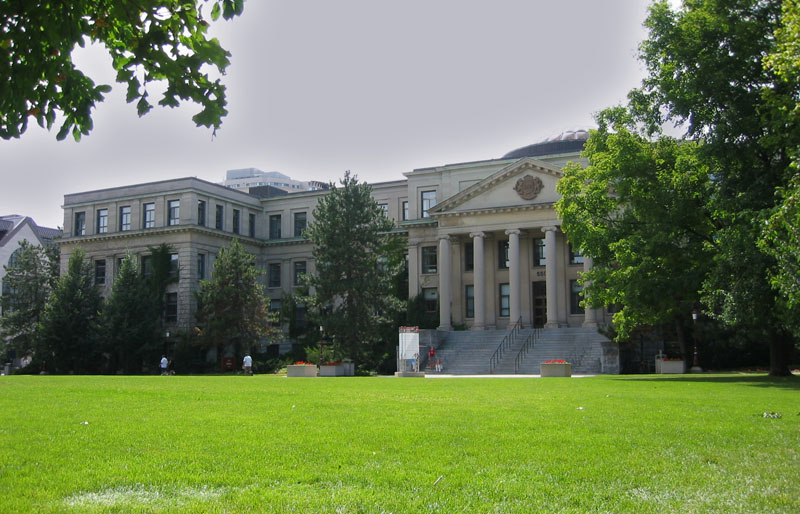
大学構内。

オタワ大学（オタワだいがく、英: University of Ottawa、仏: Université d'Ottawa）は、カナダの首都オタワに所在し、世界最大の英仏バイリンガル大学である。10の学部からなり、35,000人以上の学部生と6,000人以上の大学院生が在籍し、150カ国から約7,000人の留学生がおり、学生人口の17パーセントを占めている。

## 歴史
オタワ大学は、1848年にバイタウン大学としてローマカトリック、オタワ司教区の第一司祭によって創設された。（バイタウン：Bytownはオタワ市の旧名）1861年に市名の変更に合わせて、オタワ大学と名称を変更し、5年後には英国王の勅許を得て総合大学に昇格した。
1889年にはローマ法王レオ13世から法王憲章を受け教皇大学に昇格した。1919年に初めて女性が入学した。第二次大戦中はカナダ軍の士官養成部隊が設置され、計1,158名の学生と卒業生がカナダ軍に入隊した。
1965年に宗教法人や任意団体から独立した独立法人として再編された。1974年、オンタリオ州政府によって義務付けられた新しい政策により、大学の制度的バイリンガリズムが強化され、バイリンガリズムとバイカルチュラリズムを推進し、フランス文化を保護および発展させるための具体的な指示が出された。

## 学部
- 文学部
- 法学部
- 教育学部
- 工学部
- 経営学部
- 健康科学部
- 医学部
- 理学部
- 社会科学部
- 音楽学部

## 卒業生
- ルイーズ・アルブール - 国際連合人権高等弁務官
- ニック・デニス - 総合格闘家
- ダニエル・J・ドラッカー - 医学者
- ポール・マーティン（短期間） - 政治家

## 名誉博士
- 野依良治 - 理化学研究所理事長